# Antillanca
Antillanca es un centro de esquí ubicado a 98 km de Osorno, en la Región de Los Lagos (Chile).

## Toponimia
Antillanca obtiene su nombre del mapudungun antü llangka, "perla del sol".

## Ubicación
Este centro de esquí se encuentra ubicado en el parque nacional Puyehue, en las faldas del volcán Casablanca, cerca de las termas de Puyehue y de Aguas Calientes, todos pertenecientes al complejo volcánico Antillanca. 
El centro se extiende entre alturas que oscilan entre los 1040 m s. n. m. y los 1540 m s. n. m., en el cerro Haique.

## Clima
El clima presente en el centro de SKI corresponde al Templado Oceánico de verano breve (Cfc) según la Clasificación climática de Köppen. El mes más cálido es febrero, mientras que el mes más frío es agosto. La amplitud térmica anual va de 10 °C a 11 °C, siendo la temperatura media 5,3 °C.
Debido a la altura, las precipitaciones se distribuyen de forma abundante durante el año, siendo aproximadamente un 30% en estado sólido. 
| Parámetros climáticos promedio de Antillanca (1.068 m.s.n.m) | Parámetros climáticos promedio de Antillanca (1.068 m.s.n.m) | Parámetros climáticos promedio de Antillanca (1.068 m.s.n.m) | Parámetros climáticos promedio de Antillanca (1.068 m.s.n.m) | Parámetros climáticos promedio de Antillanca (1.068 m.s.n.m) | Parámetros climáticos promedio de Antillanca (1.068 m.s.n.m) | Parámetros climáticos promedio de Antillanca (1.068 m.s.n.m) | Parámetros climáticos promedio de Antillanca (1.068 m.s.n.m) | Parámetros climáticos promedio de Antillanca (1.068 m.s.n.m) | Parámetros climáticos promedio de Antillanca (1.068 m.s.n.m) | Parámetros climáticos promedio de Antillanca (1.068 m.s.n.m) | Parámetros climáticos promedio de Antillanca (1.068 m.s.n.m) | Parámetros climáticos promedio de Antillanca (1.068 m.s.n.m) | Parámetros climáticos promedio de Antillanca (1.068 m.s.n.m) |
| Mes                                                          | Ene.                                                         | Feb.                                                         | Mar.                                                         | Abr.                                                         | May.                                                         | Jun.                                                         | Jul.                                                         | Ago.                                                         | Sep.                                                         | Oct.                                                         | Nov.                                                         | Dic.                                                         | Anual                                                        |
| ------------------------------------------------------------ | ------------------------------------------------------------ | ------------------------------------------------------------ | ------------------------------------------------------------ | ------------------------------------------------------------ | ------------------------------------------------------------ | ------------------------------------------------------------ | ------------------------------------------------------------ | ------------------------------------------------------------ | ------------------------------------------------------------ | ------------------------------------------------------------ | ------------------------------------------------------------ | ------------------------------------------------------------ | ------------------------------------------------------------ |
| Temp. máx. abs. (°C)                                         | 27.8                                                         | 28.2                                                         | 26.9                                                         | 22.2                                                         | 14.9                                                         | 13.7                                                         | 12.6                                                         | 17.4                                                         | 15.0                                                         | 19.8                                                         | 22.6                                                         | 27.7                                                         | 28.2                                                         |
| Temp. máx. media (°C)                                        | 15.3                                                         | 15.6                                                         | 12.7                                                         | 9.3                                                          | 6.1                                                          | 3.7                                                          | 4.0                                                          | 3.6                                                          | 4.4                                                          | 8.3                                                          | 10.9                                                         | 14.3                                                         | 9.0                                                          |
| Temp. media (°C)                                             | 10.5                                                         | 11.0                                                         | 8.7                                                          | 6.0                                                          | 2.8                                                          | 1.2                                                          | 0.8                                                          | 0.5                                                          | 1.2                                                          | 4.0                                                          | 6.9                                                          | 9.4                                                          | 5.2                                                          |
| Temp. mín. media (°C)                                        | 5.8                                                          | 6.5                                                          | 4.6                                                          | 2.7                                                          | -0.4                                                         | -1.2                                                         | -2.3                                                         | -2.6                                                         | -2.1                                                         | -0.3                                                         | 2.8                                                          | 4.5                                                          | 1.5                                                          |
| Temp. mín. abs. (°C)                                         | -4.3                                                         | -6.7                                                         | -7.3                                                         | -8.6                                                         | -12.2                                                        | -12.1                                                        | -13.6                                                        | -10.8                                                        | -10.2                                                        | -8.8                                                         | -5.7                                                         | -4.9                                                         | -13.6                                                        |
| Precipitación total (mm)                                     | 167.7                                                        | 131.9                                                        | 235.0                                                        | 324.4                                                        | 327.5                                                        | 522.5                                                        | 372.1                                                        | 356.4                                                        | 352.0                                                        | 213.1                                                        | 258.0                                                        | 133.3                                                        | 3393.9                                                       |
| Nevadas (cm)                                                 | 1.6                                                          | 0                                                            | 5.1                                                          | 37.0                                                         | 86.1                                                         | 147.0                                                        | 206.5                                                        | 220.9                                                        | 181.2                                                        | 57.7                                                         | 31.9                                                         | 2.2                                                          | 977.1                                                        |
| Días de precipitaciones (≥ 1 mm)                             | 13.9                                                         | 12.3                                                         | 18.5                                                         | 20.1                                                         | 16.7                                                         | 21.6                                                         | 21.1                                                         | 18.6                                                         | 20.4                                                         | 19.2                                                         | 21.9                                                         | 14.2                                                         | 218.3                                                        |
| Días de nevadas (≥ 1 mm)                                     | 0.4                                                          | 0                                                            | 1.8                                                          | 6.3                                                          | 8.9                                                          | 14.7                                                         | 18.5                                                         | 17.2                                                         | 18.0                                                         | 8.5                                                          | 5.5                                                          | 0.7                                                          | 100.5                                                        |
| Fuente: YR Weather Forecast (2020-2024)                      |                                                              |                                                              |                                                              |                                                              |                                                              |                                                              |                                                              |                                                              |                                                              |                                                              |                                                              |                                                              |                                                              |

## Pistas y remontes
El centro de esquí Antillanca cuenta con 14 pistas balizadas, 3 para principiantes, 4 para intermedios, 6 para avanzados y 1 para expertos. Con un total de 400 hectáreas de superficie esquiable, la más larga tiene 2800 metros de longitud. Además de estas, existen otras 14 pistas naturales de diferentes niveles de dificultad.
Hay 5 medios mecánicos que permiten el acceso a pistas, 1 telesilla biplaza y 4 telesquís.

## Servicios
El resort cuenta con varios servicios asociados al esquí y al snowboard: alquiler de material, escuela de esquí y snowboard, taller mecánico, entre otros. También hay una cafetería y un centro médico para apoyar a los practicantes.
El complejo también cuenta con un hotel de 45 habitaciones y un refugio con 85 habitaciones. El hotel dispone de piscina climatizada, restaurante, bar, cafetería y gimnasio.

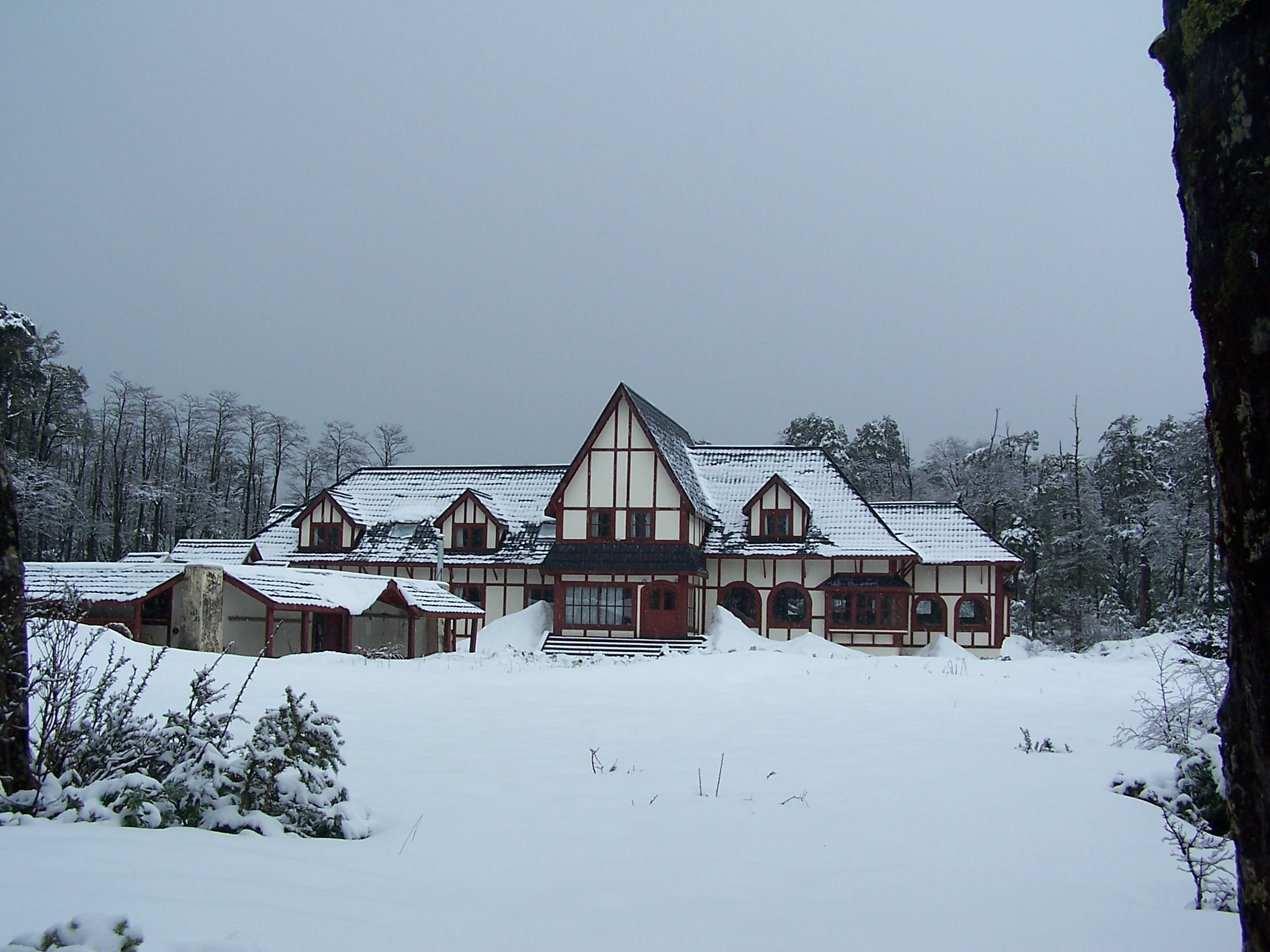
Refugio Marc Blancpain, de la Alianza Francesa.

## Refugios y hoteles
- Hotel Eduardo Meyer: Pertenece al Club Andino de Osorno, posee 45 habitaciones.
- Refugio Carlos Buschmann: Pertenece al Club Andino de Osorno, tiene 85 habitaciones.
- Refugio Marc Blancpain: Propiedad de la Alianza Francesa Osorno, colegio creado por inmigrantes franceses que llegaron a establecerse en Osorno a partir del año 1850.
- Refugio Otto Urban Baude: Construido en 1959, pertenece al Deutsche Schule Osorno, colegio creado en 1854 por los primeros inmigrantes alemanes llegaron a establecerse en la zona de Osorno.
- Refugio Conaf: Es administrado por la Corporación Nacional Forestal.
- Refugio Arauco: Centro de instrucción y entrenamiento perteneciente al Ejército de Chile.